# Astronesthes formosana
Astronesthes formosana es una especie de pez de la familia Stomiidae en el orden de los Stomiiformes.

## Morfología
• Los machos pueden llegar alcanzar los 9,5 cm de longitud total.

## Hábitat
Es un pez de mar y de aguas  templadas que vive entre 318-1.129 m de profundidad.

## Distribución geográfica
Se encuentra en Taiwán.